# Ley de Áreas Salvajes

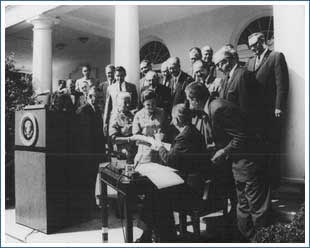
Acto de la firma de la ley en el jardín de la Casa Blanca en 1964.

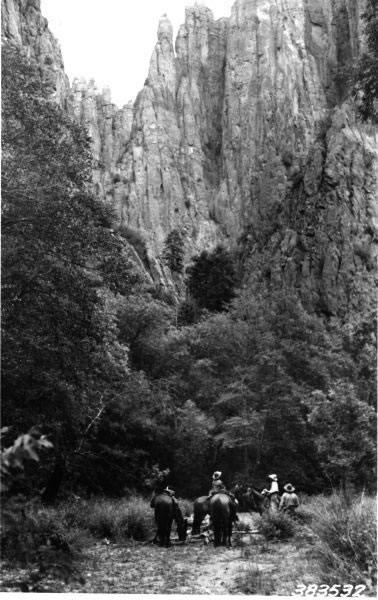
El Área Salvaje de Gila en Arizona fue la primera zona reconocida legalmente como tal en Estados Unidos.

La Ley de Áreas Salvajes (Wilderness Act,) fue redactada por Howard Zahniser de la organización conservacionista The Wilderness Society y firmada por el presidente estadounidense Lyndon B. Johnson el 3 de septiembre de 1964. Esta ley creó el marco legal para la protección de las  áreas salvajes (wilderness areas) en los Estados Unidos. Inicialmente, fueron reconocidos unos 36.800 km² de tierras federales. La ley fue el resultado de un gran esfuerzo por proteger extensas áreas naturales y creó un mecanismo formal para la designación de áreas salvajes. Según la definición recogida en la ley, "un área salvaje, en contraste con aquellas áreas en las que el hombre y sus obras dominan el paisaje, es por la presente reconocida como un área en la que la tierra y su comunidad biótica no tienen restricciones humanas, donde el hombre mismo es un visitante que no permanece. Una zona salvaje es definida de aquí en adelante, en esta Ley y para esta Ley, como una zona de tierra federal sin desarrollar que mantiene su carácter e influencia primigenios, sin mejoras ni asentamientos humanos permanentes; que es protegida y gestionada con el fin de preservar sus condiciones naturales y que (1) generalmente parece haberse visto afectada principalmente por las fuerzas de la naturaleza, sin una huella apreciable de la labor humana; (2) posee excepcionales oportunidades para la soledad o para la recreación primitiva y al aire libre; (3) tiene al menos unos 5000 acres de tierra o el tamaño
suficiente para posibilitar su preservación y uso y mantenerse en perfectas condiciones; y (4) puede contener también cualidades ecológicas, geológicas u otras cualidades con valor científico, educativo, paisajístico o histórico." (Sección 2(c)). 
Según David Foreman, la redacción de Zahniser abarcaba varios aspectos clave de lo que se pretendía proteger, las tierras de propiedad pública de naturaleza salvaje. Esos territorios amenazados por el desarrollo y la explotación industrial eran zonas no habitadas por seres humanos en las que los procesos naturales seguían produciéndose sin apenas interferencias humanas. Es lo que Foreman denomina tierra con voluntad propia. La ley no requiere que las tierras a proteger sean vírgenes o prístinas sino que esté libre de restricciones o trabas humanas apreciables.
Mediante esta ley se creó el Sistema Nacional de Preservación de Áreas Salvajes de los Estados Unidos que actualmente engloba 803 áreas que representan cerca del 5% de la superficie de los Estados Unidos. El Sistema originalmente reconoció 54 áreas salvajes en zonas ya protegidas dentro de las propiedades bajo administración federal y comprendía unos 36 800 km².